# Дмитриевка (Становлянский район)
Дми́триевка — деревня Петрищевского сельсовета Становлянского района Липецкой области.
Стоит на левом берегу реки Воргол.
Известна по документам XVIII века. В описании Елецкого уезда 1778 года упоминается сельцо Дмитриевка на реке Грунин Воргол.
Название, скорее всего, произошло по имени землевладельца.

## Население
| 2010 |
| ---- |
| 306  |